# Lloyd i rummet
Lloyd i rummet er en amerikansk tegnefilmserie produceret af Walt Disney Television og vist første gang  2001 til 2004. I alt er der produceret 39 afsnit. Serien foregår i rummet og handler om et rumvæsen, som hedder Lloyd, og hans venner Eddie, Douglas og Kurt.

## Karakterer
- Lloyd Nebulon: Serien hovedperson som er grøn og lidt genert.
- Edward "Eddie" Horton: Eddie er en jordbo, som også er lidt doven.
- Douglas McNoggin: Den smarte. Ser ud som en hjerne.
- Kurt Bluberts: Han er ikke særlig klog men sød og venlig.
- Francine Nebulon: Lloyds lillesøster. Har psykiske krafter som hun nogle gange vender mod Lloyd.
- Noralin "Nora" Nebulon: Lloyds mor. Hun er kaptajnen på stationen.

## Danske stemmer
- Alexander Vargas Blay: Lloyd
- Mikkel Hansen: Eddie
- Annette Heick: Douglas
- Rene B. Hansen: Kurt
- Thea Iven Ulstrup: Francine
- Susanne Breuning: Nora
- Birthe Neumann: Frk Bolt
- Christopher Bro: Leo
- Mikkel Folsgaard
- Olaf Johannesen
- Thomas Mørk
- Sidsel Agensø
- Simon Stenspil
- Maja Iven Ulstrup
- Annevig Schelde Ebbe
- Mathias Klenske
- Andreas Lyngsøe
- Emil Hastrup
- Simon Berthel
- Morten Gyvelgaard Pedersen
- Jacob Gyvelgaard Pedersen
- Alexander Frank
- Michael Elo[1]

## Lloyd i rummet i Danmark
I Danmark har serien været sendt på Disney Channel, men nu sendes showet på Toon Disney og DR1. 